# Cheb
Cheb (tysk: Eger) er den historiske hovedby i området Egerland i den vestlige udkant af Tjekkiet.
Byen var oprindeligt tysk. Den blev en fri rigsstad] i 1200-tallet. I 1322 blev byen pantsat til Bøhmen. Pantet blev aldrig indløst, men byen bevarede sit selvstyre, indtil den i 1806 blev indlemmet i Kongeriget Bøhmen. Indbyggertallet er på 32.825 (2024) mennesker. Fra middelalderen og indtil 1945 var byen centrum for et tysksproglig område kendt som Egerland.

## Historie
Eger nævnes første gang, som Egire i 1061, og indtil til midten af 1100-tallet tilhørte byen markgreverne af Vohburg. I 1277 blev den rigsstad.
I 1322 blev byen indlemmet i Bøhmen som pant fra den tysk-romerske kejser af kong Johan den blinde. Pantsættelsen indebar at Eger havde en stor grad af indre selvstyre.
I løbet af den første halvdel af 1300-tallet havde Eger en omfattende jødisk befolkning, men hovedparten mesteparten blev dræbt under optøjer i forbindelse med Den sorte død. I 1459 blev Freden i Eger underskrevet i byen, traktaten fastlagde grænsen mellem Sachsen og Kongedømmet Bøhmen.
Eger led under husittkrigene og den svenske invasion under Trediveårskrigen. Under Trediveårskrigen blev den bøhmiske feltherre Albrecht von Wallenstein myrdet i Eger af sine egne officerer. Pantsættelsen blev aldrig indløst og i 1806 blev byen indlemmet fuldstændig i Bøhmen som da var et Østrigsk kronland.
Etter første verdenskrig blev Eger sammen med resten af Sudetenland indlemmet i den nye stat Tjekkoslovakiet efter en kort periode i den midlertidige stat Tysk-Østrig. Under Sudetenkrisen i 1938 blev Sudetenland invaderet af Nazi-Tyskland og indlemmet i Det Tredje Rige. Den 25. april 1945 begyndte 97. US-Infanteridivision at indtage byen. De tyske tropper ydede kun ringe modstand. Den 28. april blev byens flyveplads besat, hvorved 600 værnemagt-soldater overgav sig. Kort tid efter blev byen på grund af Potsdamaftalen overgivet til de sovjetiske tropper.
Efter anden verdenskrig blev Eger/Cheb igen en del af Tjekkoslovakiet og den tysksproglige befolkning blev fordrevet som følge af Beneš-dekreterne.
I dag er Cheb del af euroregionen Egrensis som er et samarbejde mellem lokale styremagter på tværs af den tysk/tjekkiske grænse.

## Kendte bysbørn
- Den falske Oluf (død 1402) var en mand, angiveligt ved navn Wolf fra Eger, der gav sig ud for kong Oluf 2. af Danmark, som faktisk døde år 1387.
- Fodboldspilleren Martin Fenin er fra byen.